# Heinrich Ewald Hering
Heinrich Ewald Hering (* 3. Mai 1866 in Wien; † 16. Dezember 1948 in Papenhusen) war Sohn des Physiologen Ewald Hering und selbst bedeutender Mediziner.

## Leben
Hering studierte in Prag und Kiel, wo er 1893 promoviert wurde und bis 1898 am Institut für Pathologie wirkte. 1895 wurde er habilitiert und 1901 zum außerordentlichen Professor ernannt. 1913 gab er, inzwischen zum Dekan der medizinischen Fakultät und Rektor der Karls-Universität Prag avanciert, diese Stellungen zugunsten eines Rufs an den Lehrstuhl für Pathophysiologie an der Akademie für ärztliche Fortbildung in Köln auf, die einige Jahre später Teil der wiedergegründeten Universität wurde. Der junge Bruno Kisch wechselte als Herings Assistent ebenfalls von Prag nach Köln.
Herings Forschungsinteresse galt der Physiologie des Herzens, des Kreislaufs und der Nervensysteme. Er entdeckte zusammen mit Eberhard Koch den Karotissinusreflex, der zu seinem Andenken auch „Hering-Reflex“ genannt wird. In Anerkennung seiner Arbeit über die Druckrezeptoren wurde er 1934 und 1937 für den Nobelpreis für Medizin oder Physiologie vorgeschlagen, erhielt ihn jedoch nicht. 1934 wurde Hering emeritiert; er starb im Alter von 82 Jahren in Mecklenburg.
Einer seiner entfernteren Verwandten war der ebenfalls sehr erfolgreiche Mediziner Constantin Hering, dessen Vater Carl Gottlieb Hering  machte sich als Komponist (u. a. Morgen, Kinder, wird’s was geben) einen Namen.
Im Jahr 1932 wurde er zum Mitglied der Leopoldina gewählt. Im Jahr 1940 erhielt er die Goethe-Medaille für Kunst und Wissenschaft.

## Schriften
- Zur Theorie der Nerventhätigkeit. Leipzig, 1899.
- Der Sekundenherztod. Berlin, 1917.
- Pathologische Physiologie. Leipzig, 1921.
- Der Karotisdruckversuch. (In: Münchener Medizinische Wochenschrift 70: 1287–1290) München, 1923.
- Die Karotissinusreflex auf Herz und Gefässe. Dresden und Leipzig, 1927.
- Methodik zur Untersuchung der Karotissinusreflexe. (In: Handbuch der biologischen Arbeitsmethoden) Berlin und Wien, 1929.
- Die Änderung des Herzschlagzahl durch Änderung des arteriellen Blutdruckes erfolgt aus reflektorischem Wege; gleichzeitig eine Mitteilung über die Funktion des Sinus caroticus, beziehungsweise der Sinusnerven. (In: Pflüger’s Archiv für die gesamte Physiologie des Menschen und der Tiere) 1924.